# Levica (Slovenija)
Levica je levo usmerjena slovenska politična stranka. Nastala je 24. junija 2017 z združitvijo strank Iniciative za demokratični socializem (IDS) in Stranke za trajnostni razvoj Slovenije (TRS), pred tem članic koalicije Združene levice, v kateri je sodelovala tudi Demokratične stranke dela (DSD) ter četrta skupina, v katero so sodila civilnodružbena gibanja ter posamezniki.
Levičina predhodnica Združena Levica se je volitev prvič udeležila leta 2014 in osvojila šest poslanskih mest. Na državnozborskih volitvah leta 2018 je že nastopila kot Levica in osvojila devet poslanskih mest. Na državnozborskih volitvah 2022 je stranka osvojila pet poslanskih mest in nato vstopila v koalicijska pogajanja za vlado Roberta Goloba. V pogajanjih je stranka pridobila tri ministrska mesta.
S podpisi poslancev stranke je Miha Kordiš kandidiral na predsedniških volitvah 2022 in v prvem krogu zbral 2,81 % glasov, najmanj od vseh kandidatov.
Septembra 2023 je stranka prvič od ustanovitve zamenjala vodjo, koordinatorka je postala Asta Vrečko.

## Zgodovina

### 2014–2017: Koalicija Združena levica
Združena levica je bila ustanovljena 1. 3. 2014 s podpisom koalicijske pogodbe na ustanovitvenem kongresu v Hotelu Union v Ljubljani. Koaliciji sta se 20. 5. 2014 formalno priključila še Gibanje za pravično družbo (GPD) in društvo Svoboda Straža.
Namen koalicije je bil služiti kot alternativa tradicionalnim političnim strankam, ki so bile deležne obsežne javne kritike med Vseslovenskimi vstajami.
Volitve slovenskih poslancev v Evropskih parlament so potekale 25. 5. 2014. Združena levica je na uvrstila na 7. mesto s 5.47 % glasov. Nosilka liste je bila Violeta Tomić.
Združena levica je na predčasnih volitvah v Državni zbor 2014 dosegla 5,97 % glasov, in si s tem pridobila 6 mandatov.
Poslanca stranke Miha Kordiš in Violeta Tomić sta leta 2015 na povabilo vlade obiskala Venezuelo, ki je bila v hudi gospodarski krizi. Ob tem je Kordiš izrazil navdušenje nad favelami, ki jih je označil za »najbolj demokratično skupnost« in dodal »ta sistem deluje«. Priznal je da je v državi »nekaj« težav, ki jih je pripisal kapitalizmu in odsotnosti socializma.

### 2017: Nastanek stranke Levica
Iniciativa za demokratični socializem in Stranka za ekosocializem in trajnostni razvoj sta se 24. junija 2017 združila v stranko Levica.

### 2018–2020: Partnerica Šarčeve vlade
Levica je na predčasnih volitvah v Državni zbor 2018 dosegla 9,29 % glasov in si s tem pridobila 9 mandatov.
20. marca 2019 je stranka podpisala sporazum z manjšinsko vlado Marjana Šarca. Levica je v zameno za podporo v obliki ne-nasprotovanj in prepovedi vlaganj interpelacij zahtevala ureditev stanovanjske politike, odpravo t. i. prekarnega dela, namero za ukinitev dopolnilnega zdravstvenega zavarovanja ter povišanje davka na dohodek pravnih oseb. Sporazum je razburkal del javnosti, glavni očitki so padali predvsem na njegovo finančno težo. Gospodarska zbornice Slovenije ga je ocenila na 1,4 milijarde evrov, za katere pa po mnenju GZS, vlada ni imela izračunov, kako ta denar dobiti. Koordinator stranke Levica Luka Mesec se je na očitke odzval, da GZS ščiti interese ozke skupine posrednikov, premier Šarec pa, da projekti ob morebitni finančni nevzdržnosti ne bodo izvedeni. Svoje mnenje je posredovala tudi Obrtno-podjetniška zbornica Slovenija, ki je Levici očitala, da njeni ukrepi skrbijo le za "posamezne skupine" državljanov. Ocenili so, da se je Levica zavzemala predvsem za zdravstveno varstvo samozaposlenih v kulturi, med tem ko so obrtniki v primeru bolezni in povezane odsotnosti od dela prepuščeni sami sebi. Nekaj očitkov se je nanašalo tudi na status Levice, ki ji kot zunaj koalicijski partnerici ni potrebno prevzemati odgovornosti, kljub temu, da bo imela odločilno vlogo pri odločanjih.
Stranka Levica naj bi nastopala kot projektna partnerica vlade, kar pomeni, da bi bil vladni peterček pri vsakem projektu primoran pogajati se z Levico, saj njeni glasovi zagotavljajo zadostno večino. Levica naj bi s svojim statusom in pogoji pomembno vplivala na delovanje in ukrepe vlade, zaradi česar so opozicijske stranke dvomile o opozicijskem umeščanju Levice. Zakonodajno-pravna služba Državnega zbora RS se je 16. avgusta 2018 izrekla, da Levice ne moremo šteti med opozicijske stranke, saj da "sporazum te stranke z bodočo koalicijo vključuje podporo vladi". Mnenje ZPS ni omajalo ne Levice, ne koalicije.
Levica je večkrat opozorila, da Vlada njenih predlogov ne upošteva. Po tem, ko je odbor za zdravstvo izglasoval prekinitev predloga Levice, ta 6. novembra 2019 prekinila sodelovanje z vlado in se umaknila v opozicijo. V začetku leta 2020 je premier Šarec odstopil, s čimer je padla njegova vlada.
Marca 2020 je stranko in poslansko skupino zaradi ostrih nestrinjanj z vodstvom in strankarsko kulturo zapustil Franc Trček in se pridružil v poslanski skupini SD.
Aprila 2021 je več medijev, povezanih s stranko SDS, objavilo domnevni tajni manifest stranke Levica. Vsebina dokumenta je pozivala k kršenju ustavne ureditve Slovenije. Portal 24ur je manifest opisal kot "očitno lažen". V Levici so povezave z manifestom zanikali. Informacijo o domnevnem manifestu je na družbenem omrežju med drugim poobjavil premier Janša. Maja 2021 je bilo razkrivo, da v zvezi z dokumentom poteka policijska preiskava zaradi možnosti kaznivega dejanja. Po navedbah Dnevnik-a naj bi preiskavo zaukazal generalni direktor policije Anton Olaj. Levica je policijsko preiskavo označila za zlorabo policije in zato napovedala kazensko ovadbo zoper Olaja.

### 2020–2022: Koalicija ustavnega loka
Stranka Levica je podprla iniciativo Jožeta P. Damijana in se pridružila Koaliciji ustavnega loka, katere namen je bil zrušiti tretjo Janševo vlado. Poleg Levice so v koaliciji sodelovale še Lista Marjana Šarca, Socialni demokrati in Stranka Alenke Bratušek, po izstopu iz vlade pa tudi Demokratična stranka upokojencev Slovenije. Levica je v decembru dala soglasje k imenovanju Karla Erjavca za mandatarja Koalicije ustavnega loka in napovedala prispevanje svojih poslanskih podpisov. Stranka je bila 2. aprila 2021 med predlagateljicami ustavne obtožbe zoper predsednika vlade Janeza Janšo.
12. januarja 2022 je stranko in poslansko skupino zapustil Željko Cigler, ki je prestopil k Socialnim demokratom. Razhod naj bi bil sporazumen. Čez nekaj dni, 19. januarja pa je stranko zapustila poslanka Violeta Tomić. Stranka naj bi jo povabila na pogovor o menjavi volilnega okraja. Tomićeva je na volitvah poprej kandidirala v Ljubljani-center. Sama je navedla, da naj bi ji stranka ponudila mariborski okraj, kar je Luka Mesec zanikal. Ob tem je na Facebooku zapisala, da je Levica stranka, "Kateri najljubši šport je brcanje človeka, ko je na tleh."

### 2022–: Golobova vlada
Na državnozborskih volitvah 2022 je stranka doživela občuten padec števila glasov in poslancev. Glas zanjo je oddalo 51.662 oz. 4,39 odstotka volivcev, število njenih poslancev pa se je zmanjšalo na pet. Poleg Mesca so bili za poslance izvoljeni še Miha Kordiš, Matej Tašner Vatovec, Nataša Sukič in Tatjana Greif. Koordinator stranke Luka Mesec je nad rezultatom izrazil razočaranje in napovedal, da bo vodstvo stranke ponudilo svoj odstop. Poslanec Miha Kordiš je po volitvah na portalu Facebook izrazil prepričanje, da je za slab rezultat stranke na volitvah kriv pomik stranke k politični sredini v času Janševe vlade in zapisal, da mora stranka ponovno postati pristna socialistična alternativa. Svet stranke je o zaupanju vodstvu razpravljal 29. aprila 2022, a nezaupnice ni izglasoval. So pa svetniki Mescu in vodstvu stranke podelili pogajalski mandat za vstop v vlado Roberta Goloba.
Levica je v Golobovi vladi izpogajala tri ministrstva; ministrstvo za kulturo, ki bi ga vodila Asta Vrečko, ministrstvo za delo, družino, socialne zadeve in enake možnosti, ki bi ga vodil Simon Maljavec, ter novoustanovljeno ministrstvo za solidarno prihodnost, ki ga bi prevzel Luka Mesec. Stranka Levica je pred vstopom v vlado izvedla interni referendum med svojim članstvom. 91,07 ostotkov članov je glasovalo za, 5.8 odstotka proti, 3.13 odstotka pa je bilo vzdržanih. Nazadnje je Mesec postal minister za delo, Ministrstvo za solidarno prihodnost pa je prevzel Maljevac.
V stranki so sprva zatrdili, da se v predsedniško bitko ne bodo podali s svojim kandidatom. V začetku septembra pa so po odstopu Marte Kos od kandidature sporočili, da bodo vendarle imeli svojega kandidata. Na seji sveta dne 21. septembra so potrdili kandidaturo, kandidat stranke je bil Miha Kordiš.

#### 2023: Nova koordinatorka
Pred strankarskim kongresom leta 2023 se je v stranki izoblikovalo "aktivistično krilo" članov (med njimi med drugim tudi Miha Kordiš), ki je od stranke zahtevala bolj aktivističen in demokratičen pristop znotraj stranke ter zaustavitev "sredinjenja od zgoraj navzdol" in "ugrabljanja stranke za osebne karierne interese". Aktivistično krilo je napovedalo tudi lastno listo kandidatov za svet stranke.
Svet stranke je konec avgusta in v začetku septembra izbiral novo vodstvo stranke. Za mesto koordinatorja sta se potegovala Asta Vrečko in Miha Kordiš. Po enotedenskem glasovanju so 1. septembra 2023 za novo koordinatorko izvolili ministrico za kulturo Asto Vrečko.

#### 2024: Odhodi članov
6. februarja 2024 je poslanska skupina Levica na Mandatno-volilno komisijo poslala predlog za razrešitev Mihe Kordiša z mesta predsednika Odbora za delo, družino, socialne zadeve ter z mesta člana v odborih DZ in v preiskovalni komisiji. Pozvali so ga tudi k izstopu iz poslanske skupine, saj so mu poslanci soglasno izrekli nezaupnico. K izstopu so ga pozvali zaradi "zlorabe položaja, zavajanj, pritiskov, groženj in izsiljevanja v poslanski skupini, ki so se zgodile v času njegove večmesečne bolniške odsotnosti". Kordiš se je odzval z besedami, da poslanske skupine ne namerava zapustiti in da ga je odločitev poslanskih kolegov presenetila. Nato je v tednu dni svet stranke zapustilo pet članov, nekdanji koordinator Mesec pa je potrdil, da so napetosti in notranji boji prisotni že od kongresa dalje. Na enem od sestankov, ki so sledili, pa so se po njegovih besedah že bolj razumno pogovorili in se strinjali o izhodiščih pokojninske reforme ter začeli s pripravami na evropske volitve.
Marca 2024 je nato stranko zapustilo 23 članov, ki vodstvu očitajo, da je klonilo interesom kapitala. Odšli so iz različnih razlogov, po lastnih navedbah zaradi notranjih kritik, spodbijanja notranjih demokratičnih procesov in utaje socialističnih izhodišč. Koordinatorica Asta Vrečko je ob tem sporočila, da je bil izstop pričakovan, hkrati pa poudarila, da izstopov pričakuje še več.
Svet stranke Levica je 26. novembra 2024 sprejel sklep, da Mihi Kordišu zamrzne članstvo. V obrazložitvi so zapisali, da "Miha Kordiš ne deluje v skladu s statutom, deluje razdiralno, svojih političnih akcij in delovanja ne usklajuje z organi stranke ter vztrajno javno napada svoje poslanske kolege, ministre in stranko kot celoto." Koordinatorico sveta Natašo Sukič so ob tem zadolžili, da zoper Kordiša na disciplinsko komisijo vloži prijavo zaradi resnih kršitev statuta stranke. Kordiš je v odzivu dejal, da je stranka sklep sprejela brez demokratične razprave in da želi izločiti levo krilo, tudi s tem, da so zoper njega že prej v parlamentu sprejeli določene ukrepe in ga presedali.

## Ideologija
Stranka Levica je pogosto označena za skrajno levo stranko tako s strani desnega kot tudi z levega pola. Po besedah poslanca Levice Mateja Vatovca, oznako za skrajneže sprejemajo kot kompliment.
Levica se zavzema za ekološki demokratični socializem. Zagovarja socialistično politiko, ki stremi k družbenemu in ekonomskemu sistemu, v katerem ljudje v okviru zmogljivosti okolja in naravnih virov trajnostno in sonaravno proizvajajo za zadovoljevanje družbenih potreb zadostne količine želenega. Zavzema se za demokratizacijo vseh družbenih področij, in sicer z vpeljevanjem neposredne demokracije, delavskim upravljanjem ter uveljavljanjem načel koordinacije in sodelovanja v gospodarstvu (namesto tekmovanja).

## Geopolitična stališča
Menijo, da NATO izvaja proameriško politiko in pravico do samoodločbe priznava le narodom, ki jih podpirajo ZDA (Kosovo), ne pa tudi Palestincem, Kurdom ter Kataloncem ter da sledi ZDA pri vmešavanju v vlade držav, kjer je na oblasti levica, netolerantna do ameriškega modela (Venezuela). Levica ne podpira članstva Slovenije v zvezi NATO in si prizadeva za referendum o izstopu iz zveze. Ob 20-letnici članstva Slovenije v zvezi NATO je stranka zapisala, da rastoče geopolitične napetosti in oboroževalne tekme širom sveta ogrožajo politike miru in nenasilja, katerim so zavezani. Menijo, da je NATO že desetletja eden ključnih dejavnikov tega dogajanja ter, da članstvo Slovenije v Natu povečalo je varnostna tveganja za Slovenijo, saj naj bi se država znašla na »seznamu potencialnih tarč vseh, ki Nato upravičeno krivijo za vojna pustošenja širom sveta.«
Levica je vojno v Donbasu označila za »državljansko vojno« in ukrajinsko vlado za »kijevski režim«, trdila, da je bila menjava oblasti leta 2014 »nasilen prevrat« z vpletenostjo Zahoda, nasprotovala vsem sankcijam proti Rusiji (še posebno za okupirani Krim) in trdila, da so v ukrajinski vladi in vojski »skrajni nacionalisti« in »neofašisti«. Trdila je tudi, da je vpletenost Rusije v vojno bila le »odziv« in ne »napad«. Podprla je idejo mednarodne finančne pomoči za vse uničene dele Donbasa in »samoupravo« samooklicanih proruskih republik. Po ruski invaziji v Levici nasprotujejo vsakršni vojaški pomoči Ukrajini in trdijo, da je »Putinovemu napadu na Ukrajino« botrovala širitev zveze NATO na vzhod, njeni poslanci pa menijo, da gre za »posredniško vojno« med ZDA in Rusijo. Leta 2024 je poslanska skupina stranke po spremmbah ruske doktrine jedrskega odvračanja, ki predvideva uporabo jedrskega orožja tudi v primeru obsežnega zračnega napada na državo, zahtevala popolno ustavitev vse vojaške pomoči Ukrajini, nedopuščanje ukrajinskih protinapadov na Rusijo in (jedrsko) razorožitvev evropskih držav.
V vojni v Gazi zaradi številnih civilnih žrtev obsojajo izraelsko bombardiranje in raketiranje Gaze in med drugim zahtevajo, da Vlada Republike Slovenije »nedvoumno in vidno opozori na nevarnost in nesprejemljivost izvršitve genocida nad Palestinkami in Palestinci«, »sprejme embargo na trgovanje z orožjem in vojaško opremo z Izraelom in k temu pozove tudi druge članice EU« ter da »Republika Slovenija prizna Palestino kot državo.«

## Rezultati volitev

### Državnozborske volitve
| Volitve                                                       | Stranka | Št. glasov | %    | +/–        | Sedeži | +/– | Mesto | Vlada                                       |
| ------------------------------------------------------------- | ------- | ---------- | ---- | ---------- | ------ | --- | ----- | ------------------------------------------- |
| 2011                                                          | TRS     | 13.477     | 1,22 |            | 0 / 90 |     | 10.   | Izven DZ                                    |
| 2011                                                          | DSD     | 7.118      | 0,65 |            | 0 / 90 |     | 13.   | Izven DZ                                    |
| Ustanovitev koalicije Združena levica (DSD-IDS-TRS) leta 2014 |         |            |      |            |        |     |       |                                             |
| 2014                                                          | L       | 52.189     | 5,97 | Stagnacija | 6 / 90 | 6   | 5.    | Opozicija                                   |
| Ustanovitev stranke leta 2017                                 |         |            |      |            |        |     |       |                                             |
| 2018                                                          | L       | 81.689     | 9,29 | 3,32       | 9 / 90 | 3   | 5.    | Opozicija (2018-2020) Opozicija (2020-2022) |
| 2022                                                          | L       | 53.234     | 4,46 | 4,83       | 5 / 90 | 4   | 5.    | Koalicija                                   |

#### Volitve v Državni zbor RS 2014
Prve volitve takrat nove stranke Združena levica so bile predčasne parlamentarne volitve 2014. Lista se je uvrstila na peto mesto oz. dosegla 52.189 glasov (5,97 %). Prejeli so le 60 glasov (0,01 %) glasov manj od - večkrat omenjeno - največjih konkurentov Socialnih demokratov. Združeni levici je pripadlo šest poslanskih mandat; po enega so dobili v volilnih enotah Kranj, Postojna, Ljubljana Center, Ljubljana Bežigrad, Novo mesto, Maribor in Ptuj. Poslanca tako niso dobili le v volilni enoti Celje.
Poslanska skupina 2014–2018:
1. Miha Kordiš – Iniciativa za demokratični socializem
2. Matej Tašner Vatovec – Iniciativa za demokratični socializem
3. Violeta Tomić – Stranka za trajnostni razvoj Slovenije
4. Matjaž Hanžek – Stranka za trajnostni razvoj Slovenije*
5. Luka Mesec – Iniciativa za demokratični socializem
6. Franc Trček – Iniciativa za demokratični socializem

*5. julija 2017 je zaradi notranjih sporov iz poslanske skupine izstopil poslanec Matjaž Hanžek. Kot glavni razlog je navedel nekorekten in nedemokratičen način združevanja strank Združene levice v Levico.

#### Volitve v Državni zbor RS 2018
Volitev se je stranka že udeležila pod imenom Levica. Kljub temu je na volitvah nastopila tudi stranka Združena levica. Levica je zato v predvolilni kampanji večkrat opozarjala, da ne bi prišlo do zamenjave med strankama. V kampanji je stranka poskrbela za nekolikšno provokacijo, saj je v volilni okraj Grosuplje, kjer kandidira prvak SDS Janez Janša, na listo umestili umetnika Janeza Janšo (nekdaj Emil Hrvatin). Stranka je na volitvah osvojila 81.689 glasov oz. 9,29 % glasov, skupno je pristala na petem mestu. Pripadlo ji je devet poslanskih mest:
| Kandidat/ka          | Število glasov | Odstotek | Volilna enota      | Volilni okraj                                     |
| -------------------- | -------------- | -------- | ------------------ | ------------------------------------------------- |
| Violeta Tomić        | 2.769          | 23,97 %  | Ljubljana Center   | Ljubljana Center                                  |
| Luka Mesec           | 3.643          | 19,10 %  | Ljubljana Bežigrad | Ljubljana Moste - Polje II, Ljubljana Bežigrad II |
| Matej Tašner Vatovec | 1.554          | 18,76 %  | Postojna           | Koper I                                           |
| Franc Trček*         | 1.155          | 16,11 %  | Maribor            | Maribor IV                                        |
| Nataša Sukič         | 3.375          | 13,84 %  | Ljubljana Bežigrad | Ljubljana Moste - Polje III, Ljubljana Bežigrad I |
| Miha Kordiš          | 2.652          | 12,27 %  | Kranj              | Kranj I, Škofja Loka I                            |
| Željko Cigler        | 1.343          | 11,81 %  | Celje              | Celje II                                          |
| Primož Siter         | 828            | 11,62 %  | Novo mesto         | Trbovlje                                          |
| Boštjan Koražija     | 782            | 8,61 %   | Ptuj               | Ptuj II                                           |

*13. marca 2020 je ob glasovanju o imenovanju 14. vlade Republike Slovenije, poslanec Levice Franc Trček v svojem govoru pohvalil sodelovanje s poslanko iz vrst Slovenske demokratske stranke Jelko Godec v preteklem mandatu. Na socialnih omrežjih je nekaj minut po seji objavil, da je v stranki doživel hladen tuš, saj da naj bi povozil stališče, ju ga je pred njim podal vodja poslanske skupine Matej Tašner Vatovec. Slednji je namreč opozoril pred Janševimi avtoritarnimi težnjami, med tem ko je Trček v Državnem zboru rekel, da upa, da je Janša odgovoren politik in bo kritike sprejemal kot dobronamerne. Na socialnem omrežju je v daljšem zapisu opisal še kratko korespondenco z Luko Mescem ter pripisal: "Cenene provokacije s prečrtanimi križi in tuljenje nekoga, kako bo uničil vse države, ker je on nadkomunist, sočasno pa živi v poslanskem stanovanju in mu po plačilu članarine in stroškov ostane lepo čez 2000 EUR, kar številni še sanjati ne morejo, to NI Levica, za katero sem se šest let boril in tudi za njo kandidiral. Prvo je bila kaplja do roba, drugo že čez rob, današnji pogrom pa še dodatna brca." Trček je čez nekaj dni postal član poslanske skupine Socialnih demokratov.

#### Volitve v Državni zbor RS 2022
Na državnozborskih volitvah 2022 je stranka doživela močan padec. Glas zanjo je oddalo 51.662 oz. 4,39 odstotka volivcev, število njenih poslancev pa se je zmanjšalo na pet. Koordinator stranke Luka Mesec je nad rezultatom izrazil razočaranje in napovedal, da bo vodstvo stranke ponudilo svoj odstop. Poleg Mesca so bili za poslance izvoljeni še Miha Kordiš, Matej Tašner Vatovec, Nataša Sukič in Tatjana Greif.

### Evropske volitve
| Volitve | Št. glasov | %    | +/–        | Sedeži | +/– | Mesto |
| ------- | ---------- | ---- | ---------- | ------ | --- | ----- |
| 2014    | 21.985     | 5,47 | Stagnacija | 0 / 8  | 0   | 7.    |
| 2019    | 30.983     | 6,43 | 0,96       | 0 / 8  | 0   | 5.    |
| 2024    | 32.436     | 4,81 | 1,62       | 0 / 9  | 0   | 7.    |

#### Volitve v Evropski parlament 2014
Združena levica je na Evropskih volitvah 2014 nastopila prvič. Z 21.985 glasovi oz. 5,47 % je pristala na skupnem sedmem mestu in brez poslanskega mesta. Na listi so bili:
1. Violeta Tomić
2. Dušan Plut
3. Luka Mesec
4. Jasminka Dedić
5. Janez Požar
6. Lara Jankovič
7. Branimir Štrukelj
8. Petra Rezar

#### Volitve v Evropski parlament 2019
Na evropske volitve se je stranka Levica znova podala z vodilno kandidatko Violeto Tomić. Stranka evropske levice jo je skupaj s špansko-belgijskim politikom Nicom Cuéom potrdila za svoja vodilna kandidata, kar pomeni, da bi ob zmagi Stranke evropske levice, eden od njiju zasedel mesto predsednika Evropske komisije. Mednarodno je nekaj medijske opaznosti Tomićeva prejela zaradi odziva o vprašanju o Krimskem polotoku na Euronews. Na listi Levice so bili:
1. Violeta Tomić
2. Sašo Slaček Brlek
3. Ana Štromajer
4. Danijel Rebolj
5. Urška Lipovž
6. Lovro Centrih
7. Alma Rekić
8. Luka Mesec

Lista je s 30.983 glasovi oz. 6,43 % pristala na skupno petem mestu in ni dobila poslanskega mesta. Od kandidatov je največ preferenčnih glasov prejela Violeta Tomić (12.455 glasov), ki je med vsemi preferenčnimi glasovi zasedla 10. mesto. Po tem naj bi prišlo do spora med Tomićevo in Mescem, slednji je to zanikal.

#### Volitve v Evropski parlament 2024
Levica je svojo kandidatno listo javnosti predstavila 23. aprila 2024. Za nosilko je bila izbrana Nataša Sukič, na sedmo mesto je bila uvrščena pisateljica Svetlana Slapšak, zadnje mesto pa je v znak podpore listi zasedel Luka Mesec.
1. Nataša Sukič
2. Dan Juvan
3. Katja Sluga
4. Fahir Gutić
5. Zdenka Badovinac
6. Luka Omladič
7. Svetlana Slapšak
8. Tara Kristan
9. Luka Mesec.

Na volitvah 9. junija je stranka zasedla sedmo mesto med enajstimi listami, dobila je 4,81 % glasov in se s tem ni uvrstila v Evropski parlament.

## Organi stranke
Izvršni odbor:
- Koordinatorka: Asta Vrečko
- Namestnica koordinatorke: Nataša Sukič[80]
- Generalni sekretar: Mitja Svete
- Vodja poslanske skupine: Matej Tašner Vatovec
- Sekretar poslanske skupine: Alan Medveš
- Koordinatorka programske konference: Ana Černe
- Koordinatorka za mednarodne dejavnosti: Valentina Škafar
- Koordinator za regijsko mrežo: Marko Sraka
- Koordinator za zunanjo komunikacijo: Dragan Nikčević
- Koordinatorka za notranjo komunikacijo: Urška Honzak
- Koordinator za interno izobraževanje: Janoš Ježovnik
- Koordinator za sodelovanje s sorodnimi organizacijami in civilno družbo: Primož Siter

Ministri Levice v 15. vladi Republike Slovenije:
- Ministrstvo za delo, družino, socialne zadeve in enake možnosti in podpredsednik vlade: Luka Mesec
- Ministrstvo za kulturo: Asta Vrečko
- Ministrstvo za solidarno prihodnost: Simon Maljevac

Poslanska skupina Levica (od 2022):
- Matej Tašner Vatovec (vodja)
- Milan Jakopovič (namestnik vodje)
- Tatjana Greif
- Miha Kordiš
- Nataša Sukič

## Kritike in kontroverze

### Vedenje poslancev

#### Grafične majice
Nekateri poslanci Levice so tekom opravljanja poslanske funkcije nosili grafične majice s podobami s potencialno kontroverznimi družbeno-političnimi pomeni.
V času koalicijskih pogajanj julija 2018 je poslanec Miha Kordiš v prostorih državnega zbora nosil grafično majico s podobo Josipa Broza Tita, kar je privedlo do razprave o spoštovanju do žrtev totalitarnega sistema. Stranka se je na očitke v izjavi za javnost odzvala s trditvijo, da je bila poslančeva izbira majice naključna.
Poslanec Levice Primož Siter je januarja 2020 v Državnem zboru nosil grafično majico z logotipom glasbene skupine Bad Religion, ki vključuje ime skupine in prečrtan krščanski križ, kar je privedlo do očitkov, da je poslanec z nošenjem majice žalil verska čustva. Siter, ki je sicer poklicni glasbenik, je v zapisu, objavljenem na Facebook stranke, pojasnil, da se je z majico zgolj poklanjal punkovski glasbeni skupini in njenemu aktivizmu: "Bad Religion so kultna punkovska glasbena skupina, ki s svojo kritiko družbi, tudi v delu tradicionalnih in verskih institucij, nastavlja ogledalo in odpira vrata novim političnim in družbenim idejam. Punk, pač. S svojim glasbenim (in akademskim) delom so kovali pot mnogim glasbenim in aktivističnim generacijam. [...] je moj osebni homage delu skupine, njihovem idejno-političnem stališču o vključevalni družbi, družbeni pravičnosti in neposredni demokraciji. Torej politikam, ki jih v ospredje svojega programa postavljamo tudi v Levici." Odklonilno se je odzval tudi Siterjev poslanski kolega Franc Trček, ki je izrazil ogorčenje nad objavo fotografije Siterja z majico na uradni Facebook strani stranke in izpostavil, da takšnemu provokativnemu početju nasprotujejo tudi številni podporniki Levice. Ob tem je dodal: "Če [v stranki] prevladuje mnenje, da je to kul, potem je čas, da zapustim Levico."

#### Izjave poslancev
Miha Kordiš je leta 2015 v zapisu na družbenemu omrežju Facebook z napisom »Rehabilitirajmo politično nasilje« izrecno zagovarjal fizično nasilje zoper predstavnike kapitalističnega razreda, saj da so tudi slabi delovni in socioekonomski pogoji oblika nasilja, ki ga kapitalistični razred izvaja nad delovskim razredom in zoper katero ima delavski razred pravico do »samoobrambn[e] reakcij[e]« s fizičnim nasiljem. Zapis je zaključil z mislijo: »Mar ni revolucionarno nasilje proti taki strahoti ne le pravica, marveč kar dolžnost?« Iztočnica za zapis je bila novica, da sta predstavnika francoskega letaloprevozniškega podjetja v strahu zbežala pred jeznimi stavkajoči francoski delavci, ki so nasprotovali napovedanim odpuščanjem v podjetju. Kordiš se je kmalu po objavi premislil in zapis spremenil.
Po razkritju koalicijske pogodbe, ki jo je tekom pogajanj soustvarjala Levica, sta podjetnika Ivo Boscarol in Igor Akrapovič sporočila, da bosta razmislila o preusmeritvi bilančnega dobička v tujino. Koalicijska pogodba je bila po njunem mnenju gospodarstvu neprijazna. Na njune izjave se je odzval poslanec Levice, Miha Kordiš, ki je na Facebook objavil "meme" s sliko Huga Chaveza pospremljeno z zapisom "I'm gonna nationalize the shit outta you", pod sliko pa zapisal: "O glej, Boscarol in Akrapovič širita neresnice o naših zahtevah po obdavčitvi dobička in - pomembneje - grozita s stavko kapitala. Ne, ker za pravičnejši prispevek h zdravju, izobrazbi, mobilnosti, varnosti in nasploh blaginji za slehernika ne bi imela. Ampak ker bogastva, ki si ga prisvajata iz delavskih rok in mozga, nočeta usmeriti drugam kot v lasten žep. Kapitalistično izsiljevanje nacionalnih držav je šolski prikaz omejitev reformističnih politik, kot smo si jih uspeli izboriti v koalicijski pogodbi. Rešitev? #Nationalize!"Na izjave se je odzvala Obrtna zbornica Slovenije, ki je med drugim Kordiševe izjave označila kot žaljive in nedopustne. Takrat bodoči predsednik vlade Marjan Šarec je zapisal, da vojna med gospodarstvom in politiko ne koristi nikomur in da je zato kdaj bolje česa ne izreči.
Oktobra 2020 je na glasovanju v Državnem zboru Republike Slovenije o statusu vojakov po 45. letu, poslanec Levice Miha Kordiš žalil poslance stranke Socialnih demokratov, ki so glasovali za zakon: "Socialdemokrati kolaborirajo s fašistoidno vlado Janeza Janše". Vodja poslanske skupine SD Matjaž Han je na seji zahteval opravičilo, ki ga od Kordiša v postopkovnem predlogu ni dobil, zaradi česar mu je predsednik državnega zbora Igor Zorčič odvzel besedo. Kordiševo dejanje so obsodile tudi ostale poslanske skupine.
Oktobra 2020 je na seji odbora za zdravstvo poslanec Levice Miha Kordiš del zdravnikov označil za "mazače". Do izjave se je med drugim kritično izrekla Zdravniška zbornica Slovenije, ki je od Kordiša oz. stranke zahtevala opravičilo. V objavi na Facebook-u je Kordiš v odzivu na kritike zapisal, da gre za neodkrit in politično motiviran napad nanj, saj da je v svoji dejanski izjavi kritiziral rahljanje zakonskih standardov zdravstvene kakovosti, ki bi po novem omogočala, da do javnih sredstev dostopajo tudi neprimerni izvajalci zdravstvenih storitev, ki predhodno niso izpolnjevali standardov. Kordiš je med drugim zapisal: "[Izjave] ni mogoče niti po nesreči napak razumeti. Prosim lepo, kje sem kakega zdravnika označil za mazača? Verjamem, da je ta grda laž koga prizadela. Vsem tako prizadetim se opravičujem."

#### Preprečitev deportacije sirijskega imigranta
Decembra 2019 je bil Miha Kordiš eden izmed poslancev, ki so migranta iz Sirije Ahmada Šamija povabili v Državni zbor, s čimer so onemogočili njegovo deportacijo. Šami je bil na poti iz Sirije zavrnjen na slovensko-avstrijski meji, zato so ga nastanili v center za tujce v Postojni, kjer je zaprosil za azil. V skladu z 21. členom uredbe Dublin III. je Ministrstvo za notranje zadeve Republike Slovenije obravnavanje azila predalo Hrvaški. Uredba namreč narekuje, da prošnjo za azil obravnava država, v kateri je migrant vstopil v Evropsko unijo, v tem primeru Hrvaška. Ta je zahtevi ugodila, 14. junija istega leta pa je notranje ministrstvo zavrnilo Šamijevo prošnjo za azil. Šamijeva pritožba je bila zavrnjena, s tem pa pravno omogočena deportacija.
Poslanci Miha Kordiš (Levica) in Jan Škoberne (SD), Peter Vilfan (DeSUS) ter Jasna Murgel (SMC) so skupaj s predstavniki civilne družbe zavzeli za opustitev deportacije, ki sta jo kasneje podprla tudi predsednik DZ Milan Brglez in takratni predsednik vlade Miro Cerar. Na dan deportacije, 14. novembra, se je Šami s Kordišem in Škobernetom javil na dogovorjenem mestu v migrantskem centru, do predaje Hrvaški pa ni prišlo. Poslanca sta Šamija zato odpeljala v Državni zbor RS, kamor policija brez pooblastila ne sme vstopati. Premier Cerar je nato sporočil, da je deportacija začasno ustavljena, sočasno pa je okaral Kordiševo in Škobernetovo dejanje ter ga označil za "nedopustno in neprimerno". Kriminalisti kasneje niso potrdili kaznivih dejanj pri njunem dejanju.

### Odnosi znotraj stranke

#### Obtožbe nedemokratičnosti znotraj Združene levice
Med združevanjem koalicije ZL v enotno stranko je vodja Demokratične stranke dela na tiskovni konferenci opozoril na konfliktne odnose v koaliciji; TRS in (še posebej) IDS naj bi iz vodenja izključevala ostale koalicijske partnerje (tj. stranko DSD in civilnodružbeno 4. skupino). Med koalicijskimi partnerji ZL naj ne bi bilo koordinacije in komunikacije, IDS naj bi tako samovoljno upravljal spletne komunikacije ZL, poslanska skupina pa naj bi tiskovne konference sklicevala brez predhodnega posvetovanja s partnerji (DSD od prehoda Tomić v TRS ni imela poslanca v poslanski skupini). Na takšno pomankanje interne demokracije in sodelovanja (vključno z neupoštavanjem pobud in predlogov s strani parlamentarnih IDS in TRS, neizpolnjevanje finančnih dolžnosti do nestrankarske 4. skupine in neupoštevanje koalicijske pogodbe) so opozorili tudi v 4. skupini ZL. IDS naj bi po njegovih besedah zavrnil tudi projekt e-glasovanja, ki bi članstvu omogočil demokratično spletno soodločanje. DSD tako ni vstopila v novo stranko Levica in je s četrto skupino nestrankarskih delov koalicije nadaljevala kot neodvisna stranka pod imenom ZL-DSD. Vodja PS ZL Luka Mesec je očitke zavrnil in izpostavil domnevna nekonstruktivna dejanja DSD, ki so privedla do izključitve iz pogajanj o združevanju, izjave vodje DSD pa označil za izsiljevanje.

#### Spori in nepravilnosti znotraj IDS glede združevanja
Na strankarskem kongresu IDS aprila 2016 je prišlo do razkola glede vprašanja združevanja, kar je privedlo do nesklepčnosti kongresa. Nekateri člani so poslanski skupini očitali elitizem in skrb za lastne interese, te pa naj bi pri tem podpirali člani, naklonjeni združitvi. Mesec je trdil, da so mu med kongresom nekateri grozili s fizičnim obračunom in vršilce ali podpornike takšnega početja pozval k odhodu iz stranke. Združitev IDS in TRS v eno stranko je privedla do množičnega odhoda članov IDS, ki so združitvi nasprotovali.
Po kasnejšem poročanju Svet24 naj bi med kongresom Mesec v sodelovanju s tesnim sodelavcem članstvu preprečil glasovanje o združitvi (saj bi članstvo glasovalo proti združitvi, ki ga je zagovarjala poslanska skupina ZL), nato pa člane, ki so proti temu protestirali, lažno obdolžil nasilništva. Glasovanje naj bi bilo na koncu nesklepčno zaradi odhodov članov, razočaranih nad dogajanjem.
O združitvi je stranka IDS ponovno odločala nekaj mesecev kasneje na dopisnem kongresu. Tega naj bi vodstvo stranke izpeljalo, da bi zmanjšalo udeležbo manj aktivnih članov in tako poskušalo doseči odobritev združitve, saj bi sicer večina članstva IDS združitvi nasprotovala. Hkrati pa naj bi se med kongresoma v stranko na novo včlanilo vsaj 50-60 novih slamnatih članov; članstvo naj bi se tako povečalo za 10 %. Mesec naj bi nato (v sodelovanju s partnerko in članico IDS) ponaredil glasu lokalnega odbora Kranj, ki je omogočil vpis novih članov v volilni imenik. Disciplinska komisija IDS naj bi zato v internem postopku odločila, da mora biti Mesec zaradi ponarejanja glasu izločen iz stranke, a je izločitev nato preprečil svet stranke pod vodstvom Mesca.

#### Odhodi poslancev
Ob odhodu iz stranke je poslanec Matjaž Hanžek kot razloge za odhod navedel nezadovoljstvo nad "nekorektnim in nedemokratičnim načinom združevanja" koalicije ZL v stranko Levica in stranko označil za "ozko skupino posameznikov".
Poslanec Franc Trček je ob odhodu iz stranke in poslanske skupine med drugim navedel nizko toleranco za samokritiko in drugačna mnenja v vodstvu stranke.
19. januarja 2022 je stranko zapustila poslanka Violeta Tomić. Stranka je v izjavi za javnost navedla, da je Tomićevo povabila na pogovor o menjavi volilnega okraja, kar naj bi Tomićeva po navedbah stranke zavrnila. Tomićeva je na volitvah poprej kandidirala v volilnem okraju Ljubljani-Center (v Ljubljani naj bi po lastnih navedbah živela že več kot 40 let). Sama je navedla, da naj bi ji stranka ponudila mariborski okraj, kar je Luka Mesec zanikal. Vlogo izstopne izjave je Tomić pospremila z besedami: "Stranka Levica je daleč od tega, kar smo na začetku gradili. Kažejo se resne generacijske razlike v razmišljanju in delovanju, ki so šle predvsem v času covida močno čez mejo moje tolerance". Po besedah Mesca je Tomićeva zaupanje stranke med drugim izgubila tudi zaradi svojih stališč o zdravljenju COVID-19; Tomićeva je pred izstopom iz stranke namreč na Facebooku zapisala, da je med prebolevanjem COVID-19 jemala zdravili hidroksiklorokin in ivermektin (ki nista namenjeni ali varni ter učinkoviti pri zdravljenju tega obolenja), in ob tem dodala, da sta ji zdravili "pomagali" in "[...] da bi vsi morali imeti dostop do zdravljenja, nedopustno pa je, da nas silijo v cepljenje!" ter zapisala tudi "[...] Če bi bila ta zdravila širše dostopna, bi bilo najbrž precej manj žrtev." Levica se je nato od izjav in početja Tomićeve v izjavi za javnost distancirala. Na dan izstopa iz stranke je Tomićeva prav tako v odgovoru na zapis strankarske in poslanske kolegice Nataše Sukič na Facebooku (v katerem je Sukič kritizirala nedavni prestop poslanca Levice Željka Ciglerja v stranko SD kot znak nenačelnosti in vrednotne nekredibilnosti zaradi izrecnih nazorskih razlik med strankama) zapisala: "Suki, NEHAJ!!! Se ti ne zdi, da si lahko kdaj tudi tiho?? Predvsem če nisi vprašana? To pljuvanje po Željku je samo dokaz, da je imel tehtne razloge za prestop iz stranke, katere najljubši šport je brcanje človeka, ko je na tleh. Glede na to, da to veš, bi bilo res konkretno in pošteno molčati." Tomić je na državnozborskih volitvah leta 2022 kandidirala na (skupni) listi strank Dobra država in Naša prihodnost.

#### Strokovni delavci
Ob koncu prvega mandata so strokovni delavci Levice izrazili nezadovoljstvo nad plačilom, obremenjenostjo in slabimi medsebojnimi odnosi s predstavniki stranke. Več strokovnih delavcev je zato delo za stranko opustilo.

### Ostalo
Po nastopu vlade Roberta Goloba, katere članica je bila tudi stranka Levica, je bila na mesto vodje kabineta ministra za delo, družino, socialne zadeve in enake možnosti Luke Mesca imenovana Maja Tašner Vatovec, žena vodje poslanske skupine Levice Mateja Tašnerja Vatovca, zaradi česar je bila stranka deležna očitkov nepotizma. Stranka je v odzivu navedla, da je Maja Tašner Vatovec "dolgoletna aktivna članica in soustanoviteljica stranke".